# UniCredit Bank România
UniCredit Bank România este o bancă universală cu sediul în București, înființată în 1991. Banca face parte din grupul internațional UniCredit. 
În 2024, UniCredit are 166 sucursale și 2953 angajați. 
Din 4 noiembrie 2024, UniCredit a cumpărat Alpha Bank România pentru 254 milioane de euro, urmând ca Alpha Bank să fuzioneze prin absorbție la sfârșitul anului 2025.

## Istoric
Banca Ion Țiriac a fost înființată în anul 1991, iar apoi, în iunie 2005 aceasta a fuzionat cu HVB Bank România. În momentul fuziunii din anul 2005, Banca Ion Țiriac deținea o rețea de 60 de unități, active totale de 706 milioane euro (la 31 martie 2005) și o cotă de piață de 2,9%, fiind poziționată pe locul 11 în sistemul bancar din România.
În același timp, HVB Bank Romania se situa pe locul 7 în topul băncilor de pe piața locală, cu total active în valoare de aproximativ 1,4 miliarde euro cu 320 de angajați în 12 sucursale și cu aproape 32.000 de clienți.
În anul 2008, UniCredit Țiriac Bank a preluat sucursala din România a Banca di Roma ca parte a unei fuziuni mai ample, prin care grupul UniCredit a preluat grupul bancar Capitalia, care deținea și Banca di Roma. Banca di Roma, sucursala București, avea active de 165,3 milioane lei la sfârșitul anului 2005.
În august 2013, UniCredit Țiriac Bank și RBS România au anunțat finalizarea transferului legal al business-ului de Retail și Royal Preferred Banking al RBS (Bank) România S.A. către UniCredit Țiriac Bank S.A. și UniCredit Consumer Financing IFN S.A. În acest transfer au fost incluse creditele de uz personal, creditele UniCredit Țiriac Bank și RBS au finalizat luni după amiază transferul clienților din retailipotecare pentru investiții imobiliare, cardurile de credit, conturile curente și produsele și serviciile aferente privind depozitele, conturile de economii, cardurile de debit, creditele în descoperit de cont și serviciul iBanking.
În 2024, este așteptată fuziunea dintre UniCredit Bank S.A. și Alpha Bank Romania S.A., formând a treia cea mai mare bancă din România, cu o cotă de piață combinată de 12%. Tranzacția presupune ca Alpha Bank să dețină 9,9% din capitalul social al entității combinate și să primească 300 de milioane de euro în numerar.

## Grupul Financiar UniCredit
|   | Denumire entitate                         | Domeniu de activitate al entitații                                                | CUI      |
| - | ----------------------------------------- | --------------------------------------------------------------------------------- | -------- |
| 1 | UniCredit Bank S.A.                       | Alte activități de intermedieri monetare                                          | 361536   |
| 6 | Alpha Bank Romania S.A.                   | Alte activități de intermedieri monetare                                          | 5062063  |
| 2 | UniCredit Leasing Fleet Management S.R.L. | Activități de închiriere și leasing cu autoturisme și autovehicule rutiere ușoare | 12523488 |
| 3 | UniCredit Leasing Corporation IFN S.A.    | Alte activități de creditare                                                      | 14600820 |
| 4 | UniCredit Insurance Broker S.R.L          | Alte activități de creditare                                                      | 15514018 |
| 5 | UniCredit Consumer Financing IFN S.A.     | Alte activități de creditare                                                      | 24332910 |